# José Manuel Alves

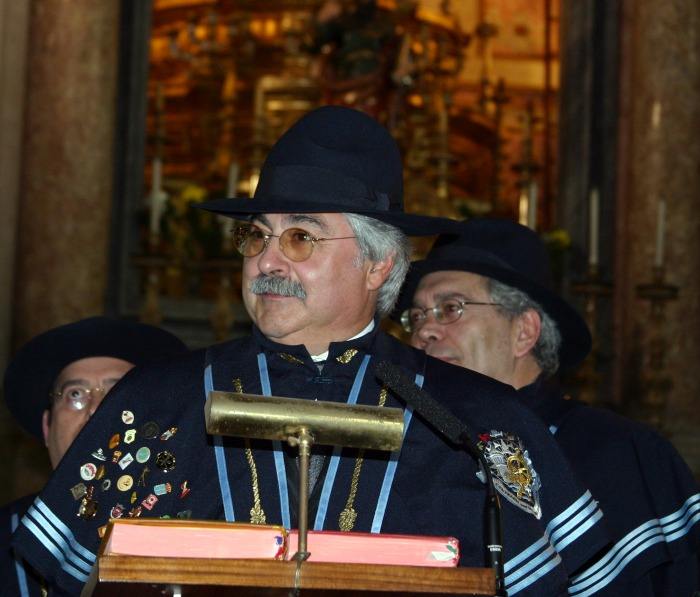
José Manuel Alves, Grão-Mestre da Confraria dos Gastrónomos do Algarve.

José Manuel Alves é Confrade fundador da Confraria dos Gastrónomos do Algarve (fundador e promotor), webmaster do Portal de de divulgação gastronómico de Portugal, Roteiro Gastronómico de Portugal.
É um amante de Portimão e do Algarve, onde reside desde 1976.
Membro da: Confraria da Broa de Avintes, Confraria dos Gastrónomos do Minho, Confrérie de la Chaîne des Routisseurs, Confrade de Mérito da Cofradia del Cava, Espanha, Confrade de Mérito da Cofradia El Raim de El Campello, Espanha, Confrade Mérito da Confraria del  Arros y Toranja, de Castellón, Espanha, Confrade de Honra do Círculo Utiel-Requena, Valencia, Espanha, Presidente Honorário da Confraria Luso-Galaica, Vigo, Espanha, Cavalieri de Honor da Congrega dei Radici e Fasioi, Susegana, Itália, Confrade de Mérito da Confraria da Gastronomia Macaense, Macau, China, Chamberlain no Algarve dos Prémios "PLATOS DE ORO" de Rádio Turismo de Madrid, Confrade de Honra da FECOAN - Federação de Confrarias da Andaluzia, Pinche de Honor da Cofradía Gastronómica “El Dornillo” de Jaen, Andaluzia, Confrade de Honra da Confraria do Colesterol de Avilés, Astúrias, "Honorable Embajador" da Cofradia Amigos del Olivo de Baena,  Confrade de Honra da Confraria da Pedra, Caballero de Honor da Cofradia de la Orden dos Caballeros del Sabadiego, Astúrias, Espanha, Confrade de Mérito da Confraria do Vinho de Carcavelos, Membro do Conselho Magistral e Vice-presidente do CEUCO-Conselho Europeu de Confrarias por Portugal desde 2009 e Grão-Mestre e Presidente do Conselho Geral da Confraria dos Gastrónomos do Algarve desde 2005. Grã-Cruz da Ordem de Santa Maria de Ossónoba.